# Nydammen (Ore socken, Dalarna)
Nydammen är en sjö i Rättviks kommun i Dalarna och ingår i Dalälvens huvudavrinningsområde.